# Satyrius Firmus
Satyrius Firmus (sein Praenomen ist nicht bekannt) war ein im 2. Jahrhundert n. Chr. lebender römischer Politiker.
Durch die Fasti Ostienses, auf denen sein Name partiell erhalten ist, ist belegt, dass Firmus 148 zusammen mit Gaius Salvius Capito Suffektkonsul war; die beiden traten ihr Amt am 1. April des Jahres an.